# Obetz (Ohio)
Pour les articles homonymes, voir Obetz.
Obetz est un village américain situé dans le comté de Franklin, dans l'Ohio. Selon le recensement de 2020, sa population est de 5 489 habitants.